# 王建新 (1953年)
王建新（1953年6月—），中国考古学家、文化遗产规划与保护专家、西北大学教授。
现任西北大学文化遗产学院考古学系教授、西北大学文化遗产与考古学研究中心主任、陕西省文物局西北大学文化遗产保护规划中心主任、中国考古学会理事。王建新教授精通日文，主要研究方向为：中国新石器时代考古学、秦汉考古学、佛教考古学、欧亚考古学与大遗址保护与规划。

## 生平
王建新祖籍北京，1953年出生于哈尔滨，1961年跟随父母到了西安，1982年7月毕业于西北大学历史系考古专业。7月至今在西北大学考古专业任教，先后任助教、讲师、副教授、教授。
1986年10月－1988年4月，赴日本国立奈良教育大学学习高等教育经营管理。
1996年4月－1997年3月，任日本国立茨城大学人文学部助教授。

## 论著

### 报告
1. 《慈善寺与麟溪桥——佛教造像窟龛调查研究报告》，科学出版社2002年版；
2. 《甘肃安西潘家庄遗址调查试掘》，《文物》2003年1期；
3. 《新疆尼勒克穷科克岩画调查》，《考古与文物》2006年5期；
4. 《新疆巴里坤东黑沟遗迹调查》，《考古与文物》2006年5期；
5. 《甘肃马鬃山区考古调查简报》，《考古与文物》2006年5期；
6. 《新疆巴里坤县东黑沟遗址2006－2007年发掘简报》，《考古》2009年第1期；

### 论文
1. 《试论案板三期文化遗存》，《考古》1987年10期；
2. ，（日本）4，1988年；
3. ，（日本）1989年2期；
4. 《关于渭水流域新石器时代文化的若干问题》，《武伯伦先生九十华诞纪念论文集》，三秦出版社，1990年；
5. 《文化层与自然层》，《中国历史博物馆馆刊》1995年1期；
6. 《真番马韩考》，《考古文物研究——西北大学考古专业成立四十周年纪念论文集》，三秦出版社，1996年；
7. ，（日本）1997年1期；
8. ，（日本）1998年1期；
9. 《班村遗址仰韶文化遗存的分期及相关问题》，《考古与文物》2001年3期；
10. 《先秦时期的秽人与貊人》，《民族研究》2001年4期；
11. ，（日本）2001年2期；
12. ，（日本），茨城大学，2001年；
13. 《辰韩中的秦人考》，《周秦汉唐国际学术研讨会论文集》，陕西人民出版社，2001年；
14. 《东北亚系青铜剑分类研究》，《考古学报》2002年2期，获2004年陕西省优秀社科成果三等奖；
15. 《试论重庆万州中坝子遗址夏商周时期文化遗存》，《江汉考古》2002年3期；
16. 《西汉后四陵名位考察》，《古代文明》，文物出版社，2003年；
17. 《秽人与倭人》，《北京论坛》，北京大学出版社，2004年；
18. 《唐代日本留学生与遣唐使》，西北大学学报（哲社版），2004年6期；
19. 《西北大学收藏唐代日本留学生墓志考释》，西北大学学报（哲社版），2004年6期；
20. 《古代月氏文化考古学探索》，《周秦汉唐文化研究》3，三秦出版社2004年；
21. 《穷科克岩画的分类及分期研究》，《考古与文物》2006年5期；
22. 《中国北方草原地区古代游牧文化考古研究若干问题的探讨》，《西部考古》1，三秦出版社，2006年。
23. 《东天山地区早期游牧文化聚落考古研究》，《考古》2009年第1期；

### 专著
1. ，（日本），1999年